# 3-й Тушинский проезд
Тре́тий Ту́шинский прое́зд (до 11 апреля 1964 года — Ту́шинский прое́зд, до 1960 года — Ту́шинский прое́зд города Тушино) — проезд, расположенный в Северо-Западном административном округе города Москвы на территории района Покровское-Стрешнево.

## История
Проезд находится на территории бывшего города Тушино, где он назывался Ту́шинский прое́зд. В 1960 году город Тушино вошёл в состав Москвы, а 11 апреля 1964 года проезд получил современное название.

## Расположение
3-й Тушинский проезд проходит от восточного до западного конца 2-го Тушинского проезда (2-й Тушинский проезд огибает 3-й с севера). Нумерация домов начинается с востока. Сквозного движения по проезду нет, т.к. в его средней части расположена закрытая территория детского сада.

## Примечательные здания и сооружения
По нечётной стороне:
По чётной стороне:

## Транспорт
По 3-му Тушинскому проезду не проходят маршруты наземного общественного транспорта. По соседним 1-му и 2-му Тушинским проездам проходит маршрут автобуса № 432. Юго-западнее проезда, на Волоколамском шоссе, расположена остановка «Академия коммунального хозяйства» автобусов № 2, 88, 210, 248, 266, 541, 542, 549, 568, 575, 589, 614, 631, 640, 741, 777, 930, севернее, на Строительном проезде, — остановка «13-й микрорайон Тушина» автобусов № Т, 199, 252, 432, 678.

### Метро
- Станция метро «Тушинская» Таганско-Краснопресненской линии — юго-восточнее проезда, на проезде Стратонавтов.

### Железнодорожный транспорт
- Платформа «Тушинская» Рижского направления МЖД — юго-восточнее проезда, на проезде Стратонавтов.
- Платформа «Трикотажная» Рижского направления МЖД — юго-западнее проезда, на Трикотажном проезде.